# Новосёловы (Кировская область)
Новосёловы — деревня в Орловском районе Кировской области России. Входит в состав Орловского сельского поселения.

## География
Деревня находится на западе центральной части области, в подзоне южной тайги, на расстоянии приблизительно 31 километр (по прямой) к северо-северо-востоку от города Орлова, административного центра района.

### Климат
Климат характеризуется как континентальный, умеренно холодный. Среднегодовая температура — 1,5 °C. Средняя температура воздуха самого холодного месяца (января) составляет −14,2 °C; самого тёплого месяца (июля) — 17,8 °C. Безморозный период длится в течение 115—125 дней. Годовое количество атмосферных осадков — 583 мм, из которых около 403 мм выпадает в период с апреля по октябрь. Снежный покров устанавливается в середине ноября и держится 130—140 дней.

## История
Известна с 1710 года как Заимка вновь над Малов Мутницей с 1 двором, в 1764 году (деревня вновь над речкою Мутницею) 50 жителей, в 1802 13 дворов. В 1873 здесь (Над речкой Мутницей или Новоселовы) дворов 15 и жителей 143, в 1905 31 и 189, в 1926 36 и 185, в 1950 (Новоселовы) 23 и 81, в 1989 году 16 жителей. С 2006 по 2011 год входила в состав Чудиновского сельского поселения.

## Население
| 2010 |
| ---- |
| 5    |

Постоянное население составляло 11 человек в 2002 году, 5 в 2010.

## Инфраструктура
Личное подсобное хозяйство с зоной сельскохозяйственного использования, индивидуальная застройка усадебного типа.

## Транспорт
Деревня доступна автотранспортом. Остановка общественного транспорта «Новосёловы».